# Lankasaari
Lankasaari är en ö i Finland. Den ligger i sjön Nytkymenjärvi och i kommunen Jämsä i landskapet Mellersta Finland, i den södra delen av landet, 190 km norr om huvudstaden Helsingfors. Öns area är 2,1 hektar och dess största längd är 250 meter i nord-sydlig riktning.